# Ancín
Ancín (baskijski: Antzin) – gmina w Hiszpanii, w Nawarze, o powierzchni 9,48 km². W 2011 roku gmina liczyła 374 mieszkańców.